# Valdeacederas
Valdeacederas és un barri del districte de Tetuán, a Madrid. Limita al nord-est amb el barri d'Almenara, al sud-est amb Castillejos, al sud amb Berruguete, al nord amb el barri del Pilar i al sud-oest amb Valdezarza (Fuencarral-El Pardo). Està delimitat al nord pel carrer de Sinesio Delgado, a l'oest pels carrers Villaamil i Ofelia Nieto, a l'est pel carrer de Pinos Alta i al sud pels carrers de Bravo Murillo i Marqués de Viana. En el seu territori hi ha el parc de Los Pinos i el Parc Agustín Rodríguez Sahagún.